# Leptobarbus hoevenii
Leptobarbus hoevenii (Bleeker, 1851) è un pesce osseo d'acqua dolce appartenente alla famiglia Cyprinidae.

## Distribuzione e habitat
Endemico dell'Asia sudorientale dalla Thailandia a Sumatra e al Borneo. Vive in fiumi e grandi torrenti con acque correnti, nella stagione delle piogge migra nelle foreste inondate.

## Descrizione
I giovani hanno una fascia scura laterale. Misura fino a 1 metro per 10 kg di peso, la misura media è sui 50 cm.

## Biologia
Si tratta di una specie gregaria.

### Alimentazione
Pare che i semi dell'albero chaulmoogra (Hydnocarpus) abbiano un ruolo importante nella sua dieta. Si crede che questi semi siano leggermente tossici per il pesce, che dopo averli mangiati assume un comportamento particolare e, forse, le sue carni diventano tossiche se consumate.

## Acquariofilia
Viene allevato in acquario.

## Pesca
La commestibilità di questa specie non è accertata con sicurezza. In certe zone (come il nord del Laos) viene evitata mentre in altre (come il sud dello stesso paese, la Cambogia e il Vietnam) viene consumata e apprezzata. Pare comunque che il consumo di questo pesce possa causare nausea.